# I wojna peloponeska
Tzw. pierwsza wojna peloponeska – konflikt w starożytnej Grecji, toczony w latach 460-446/445 p.n.e. (z pięcioletnim rozejmem w latach 451-446 p.n.e.), pomiędzy największymi potęgami klasycznej Hellady – Atenami i Spartą oraz ich sojusznikami (skupionym wokół Aten Związkiem Morskim i kierowanym przez Spartę Związkiem Peloponeskim).

## Przyczyny wojny
Sojuszowi greckich polis (tzw. Związek Hellenów) udało się odeprzeć perską inwazję dowodzoną przez króla Kserksesa I i w 479 p.n.e. wyprzeć wojska perskie z Hellady. Sojuszem dowodziła Sparta, ale znaczący udział w zwycięstwach mieli Ateńczycy. W następnych latach Grecy przejęli inicjatywę w wojnie z Persją, walki przeniosły się na tereny Hellespontu i Azji Mniejszej. Sparta wycofała się z dalszego w nich udziału na skutek kryzysu związanego z Pauzaniaszem, a dowództwo objęli Ateńczycy. Skupili oni szereg polis z wysp Morza Egejskiego oraz z wybrzeża trackiego w kierowanym przez siebie Związku Morskim, którego zadaniem miała być dalsza wojna z Persami i wyzwolenie polis małoazjatyckich. Z biegiem czasu związek stał się podłożem tworzącego się ateńskiego imperium.
Sparta, do tej pory największa potęga świata greckiego, już w 479 p.n.e. traktowała Ateny jako potencjalnego rywala, sprzeciwiając się (nieskutecznie) odbudowie ateńskich murów zniszczonych przez Persów, jednak przez następne piętnaście lat nie zareagowała zbrojnie na rosnącą pozycję konkurenta. Coraz bardziej napięte stosunki między dwiema poleis dały o sobie znać, kiedy Ateńczycy rozpoczęli oblężenie Tasos (w 465/464 p.n.e.). Mieszkańcy wyspy poprosili o pomoc Spartan, a ci – zdaniem Tukidydesa – zgodzili się zaatakować Attykę, jednak plany pokrzyżowało trzęsienie ziemi w Lakonii. Była to największa katastrofa naturalna, jaka dotknęła Spartę w starożytności: przyniosła poważne zniszczenia i wywołała bunt wśród ludności zależnej – helotów, a także części periojków. Poważne kłopoty w stłumieniu powstania skłoniły Spartan do wezwania na pomoc sojuszników, w tym Aten (obie polis były nadal formalnie sojusznikami w ramach Związku Hellenów). Ateńczyk Kimon, bohater walk z Persami i zwolennik ugodowej polityki wobec Sparty, przekonał rodaków do pozytywnej odpowiedzi na prośbę o pomoc i osobiście poprowadził oddziały do Messenii, gdzie trwało oblężenie powstańczej twierdzy Ithome. Na miejscu doszło do kryzysu, ponieważ Spartanie – obawiając się, że Ateńczycy wejdą w konszachty z buntownikami, odesłali ich do domu. Ateńska reakcja była gwałtowna: wiosną 461 p.n.e. Kimon został ostracyzowany, miasto wypowiedziało Sparcie przymierze antyperskie i zawarło sojusz z nieprzychylnymi Spartanom Argos i Tessalią. W samych Atenach miały w tym czasie miejsce poważne zmiany polityczne – Efialtes przeprowadził reformy demokratyczne, ograniczając rolę Areopagu, a sam wkrótce zginął w wyniku zamachu.

## Przebieg wojny

### Ofensywa Aten
Wojna wybuchła, kiedy w 460 p.n.e. Ateny przyjęły do sojuszu (i obsadziły swoimi wojskami) Megarę, skonfliktowaną ze sprzymierzeńcem Sparty – Koryntem. W 459 p.n.e. Ateńczycy zaatakowali Korynt (wygrali bitwę morską pod Kekryfaleą i lądową pod Haliejs), w 458 p.n.e. zajęli sprzymierzoną ze Spartą Eginę i mniej więcej w tym samym czasie Trojzenę. W 458 p.n.e. próbowali uniemożliwić powrót na Peloponez spartańskiego korpusu wysłanego na pomoc Dorydzie zagrożonej przez Fokijczyków. Doszło do bitwy pod Tanagrą w Beocji, zakończonej ciężko wywalczonym sukcesem Spartan, jednak już dwa miesiące później ateńskie wojska pod wodzą Myronidesa wkroczyły ponownie do Beocji i zwyciężyły Beotów pod Ojnofytą. Beocja oraz Fokida i Lokryda Opuncka znalazły się pod ateńskim panowaniem. Prawdopodobnie w 456 p.n.e. flota Aten dowodzona przez Tolmidesa spaliła spartańskie doki w Lakonii, a później zajęła Chalkis Etolską i Nafpaktos nad Zatoką Koryncką. W 455/454 p.n.e. Ateńczycy próbowali interweniować w Tessalii, a potem nieatakowana przez nikogo flota miasta pod dowództwem Peryklesa pustoszyła wybrzeża Zatoki Korynckiej. W tym samym czasie Spartanie wyparli w końcu messeńskich helotów z twierdzy Ithome, ale Ateńczycy osadzili ich w zdobytym Nafpaktos, zyskując tym samym mocny punkt oparcia w regionie.

### Interwencja w Egipcie
Ateńczycy prowadzili walkę na dwa fronty, angażując się jednocześnie w akcje przeciw Persom. W 460 p.n.e. wysłali wielką flotę na Cypr, skąd przeprawili się do Egiptu wspomóc Inarosa, przeciwnika Persów, w delcie Nilu. Król Persów Artakserkses próbował przekonać Spartę do ataku na Attykę, jednak jego pieniądze zostały odrzucone. W tej sytuacji do Egiptu wysłano perską armię, która pokonała Greków i Egipcjan w bitwie, a później obległa ich na jednej z wysp delty. Oblężenie trwało półtora roku i zakończyło się zwycięstwem Persów, którzy zdobyli także posiłkową eskadrę w sile 50 okrętów wysłaną z Grecji w 454 p.n.e. Klęska Aten w Egipcie była na tyle poważna, że przez trzy następne lata powstrzymały się one od działań militarnych zarówno w Grecji, jak i przeciw Persji.

### Rozejm ateńsko-spartański i interwencja na Cyprze
W 451 p.n.e. z wygnania powrócił Kimon. Zapewne dzięki jego staraniom zawarto wtedy rozejm ze Spartą, co pozwalało Atenom zaangażować się w walkę z Persami. Przygotowano wielką flotę, która pod dowództwem Kimona ruszyła na Cypr (część statków wysłano do Delty, wspomóc następcę Inarosa – Amyrtajosa). Podczas oblężenia Kitionu Kimon poniósł śmierć, postanowiono przerwać ekspedycję, ale podczas drogi powrotnej udało się Grekom odnieść zwycięstwo nad Persami w morsko-lądowej bitwie pod Salaminą Cypryjską. Ekspedycja ta zakończyła długi okres walk ateńsko-perskich, trwający od interwencji Aten podczas powstania jońskiego w 498 p.n.e. Według późniejszej tradycji Ateńczycy i król perski zawarli wtedy formalny pokój (tzw. Pokój Kalliasa), który uznawał ateńskie zdobycze, jednak czy taki traktat istniał w rzeczywistości, pozostaje kwestią sporną.

### Dalsze walki w Grecji
Pomimo trwania rozejmu Sparta i Ateny prowadziły działania wojenne przeciwko innym polis. Spartanie w 451/450 p.n.e. wymusili na Argos, sojuszniku Aten, zawarcie pokoju na trzydzieści lat. Sparta i Ateny rywalizowały także o wpływy w Delfach – w 448 p.n.e. Spartanie wypchnęli stamtąd Fokijczyków, a jakiś czas potem Ateńczycy przywrócili fokijską kontrolę nad wyrocznią. Zimą 447/446 p.n.e. wygnańcy Beoccy odzyskali Orchomenos i Cheroneję, na co ateńczycy odpowiedzieli ekspedycją dowodzoną przez Tolmidesa, która odzyskała Cheroneję, jednak w drodze powrotnej została zaatakowana przez Beotów, Eubejczyków i Lokrów pod Koroneją. Bitwa zakończyła się klęską ateńską, a jej rezultatem było opuszczenie przez Ateńczyków całej Beocji oraz zapewne utrata kontroli nad Fokidą, Lokrydą i Delfami. Wkrótce wybuchł antyateński bunt na Eubei, a gdy do jego tłumienia wysłano armię pod dowództwem Peryklesa, zbuntowała się Megara, która usunęła ateński garnizon i wezwała na pomoc oddziały peloponezyjskie. Perykles wycofał się z Eubei, ale wtedy do Attyki wkroczyła armia dowodzona przez spartańskiego króla Plejstoanaksa i rozpoczęła pustoszenie okolic Eleusis. Niespodziewanie Spartanie wkrótce się wycofali, dzięki czemu Perykles mógł powrócić na Eubeę i stłumić bunt.

## Pokój trzydziestoletni
Zimą 446/445 p.n.e. Ateny i Sparta zawarły pokój trzydziestoletni. Ateńczycy ze swoich zdobyczy zachowali jedynie Eginę, Nafpaktos i Chalkis Etolską, obie strony przez okres obowiązywania traktatu miały powstrzymać się od akcji zbrojnych, a także nadzorować w tej kwestii swoich sojuszników, których listę dołączono do traktatu. Obie polis mogły poszerzać swoje sojusze, ale jedynie na zasadzie przyjmowania dobrowolnych chętnych, kwestie sporne miały być rozstrzygane poprzez arbitraż. Pokój, formalnie będący długim rozejmem, dzielił Grecję na dwie strefy wpływów, a przetrwał niecałe piętnaście lat, do momentu kiedy między Atenami i Spartą wybuchła kolejna wojna.

## Najważniejsze wydarzenia wojny
- 459 p.n.e. – bitwa morska pod Kekryfaleą (zwycięstwo Aten nad Koryntem)
- 458 p.n.e. – zdobycie przez Ateńczyków Eginy
- 458 p.n.e. – bitwa pod Megarą (Ateńczyk Myronidas zwyciężył Koryntczyków)
- 457 p.n.e. – bitwa pod Tanagrą (12 000 Spartan pod wodzą Nikomedesa pobiło 14 000 Ateńczyków i Tesalów)
- 457 p.n.e. – bitwa pod Ojnofytami (zwycięstwo Aten nad Beotami)
- 456 p.n.e. – bitwa morska pod Eginą
- 455 p.n.e. – oblężenie Prosopitis
- 453 p.n.e. – bitwa pod Sykionem (Ateńczyk Tolmides zwyciężył Sikyonczyków)
- 447 p.n.e. – bitwa pod Koroneją (Beoci pokonali Ateńczyków – śmierć Tolmidesa).